# Мугарети
Мугарети (груз. მუგარეთი) — село в Грузии, на территории Ахалцихского муниципалитета края (мхаре) Самцхе-Джавахети.

## География
Село находится в южной части Грузии, на левом берегу реки Куры, на расстоянии приблизительно 6 километров (по прямой) к северо-востоку от города Ахалцихе, административного центра муниципалитета. Абсолютная высота — 955 метров над уровнем моря.

## Население
По результатам официальной переписи населения 2014 года, в Мугарети проживал 331 человек (158 мужчин и 173 женщины). В национальной структуре населения грузины составляли 100 %.
| Год  | Население, человек |
| ---- | ------------------ |
| 2002 | 396                |
| 2014 | ↘ 331              |